# Joseph Taylor (zapaśnik)
Joseph William Taylor (ur. 18 listopada 1907 w Bradford, zm. w grudniu 1992 tamże) – brytyjski zapaśnik walczący w stylu wolnym. Olimpijczyk z Los Angeles 1932, gdzie zajął czwarte miejsce w kategorii 61 kg.
Czterokrotny mistrz kraju w: 1931, 1932, 1937, 1947 (63 kg).
- Turniej w Los Angeles 1932

Pokonał Meksykanina Fidela Arellano a przegrał ze Szwedem Einarem Karlssonem i Edem Nemirem z USA.